# Film britannici proposti per l'Oscar al miglior film straniero
A partire dal 1992, alcuni film britannici non in lingua inglese sono stati candidati al Premio Oscar nella categoria miglior film straniero.
Il Regno Unito ha ricevuto in totale 3 nomination, vincendo il premio per la prima volta nel 2024 per il film La zona d'interesse, di Jonathan Glazer.
| Anno | Film                                                             | Lingua                                                | Regia             | Risultato     |
| ---- | ---------------------------------------------------------------- | ----------------------------------------------------- | ----------------- | ------------- |
| 1992 | Disperso in Siberia (Zateryannyy v Sibiri)                       | Russo, Francese, Inglese                              | Aleksandr Mitta   | Non candidato |
| 1994 | Hedd Wyn                                                         | Gallese                                               | Paul Turner       | Candidato     |
| 1996 | Branwen                                                          | Gallese, Irlandese, Inglese                           | Ceri Sherlock     | Non candidato |
| 1999 | Cameleon                                                         | Gallese                                               | Ceri Sherlock     | Non candidato |
| 2000 | Solomon and Gaenor                                               | Gallese, Inglese                                      | Paul Morrison     | Candidato     |
| 2002 | Do Not Go Gentle                                                 | Gallese, Inglese                                      | Emlyn Williams    | Non candidato |
| 2003 | Eldra                                                            | Gallese, Inglese                                      | Tim Lyn           | Non candidato |
| 2009 | Hope Eternal                                                     | Bemba, Inglese, Gallese, Francese, Afrikaans, Swahili | Karl Francis      | Non candidato |
| 2010 | Afghan Star                                                      | Dari, Pashtu, Inglese                                 | Havana Marking    | Non candidato |
| 2012 | Patagonia                                                        | Gallese, Spagnolo                                     | Marc Evans        | Non candidato |
| 2014 | Metro Manila                                                     | Filippino                                             | Sean Ellis        | Non candidato |
| 2015 | Little Happiness (Uzun Yol)                                      | Turco                                                 | Nihat Seven       | Non candidato |
| 2016 | Under Milk Wood                                                  | Gallese                                               | Kevin Allen       | Non candidato |
| 2017 | L'ombra della paura (Under the Shadow)                           | Persiano                                              | Babak Anvari      | Non candidato |
| 2018 | My Pure Land                                                     | Urdu                                                  | Sarmad Masud      | Non candidato |
| 2019 | I Am Not a Witch                                                 | Inglese, Bemba                                        | Rungano Nyoni     | Non candidato |
| 2020 | Il ragazzo che catturò il vento (The Boy Who Harnessed the Wind) | Inglese, Chewa                                        | Chiwetel Ejiofor  | Non candidato |
| 2022 | Dying to Divorce                                                 | Turco, Inglese                                        | Chloe Fairweather | Non candidato |
| 2023 | Winners                                                          | Persiano                                              | Hassan Nazer      | Non candidato |
| 2024 | La zona d'interesse (The Zone of Interest)                       | Tedesco, Polacco, Yiddish                             | Jonathan Glazer   | Vincitore     |
| 2025 | Santoṣ                                                           | Hindī                                                 | Sandhya Suri      | Short-list    |

| Non candidato | Il film è stato proposto dal Regno Unito, ma non è stato candidato dall'Academy of Motion Picture Arts and Sciences. |
| Short-list    | Il film è entrato nella "short-list" stilata a gennaio dei nove candidati per l'Oscar al miglior film straniero.     |
| Candidato     | Il film è entrato a far parte dei cinque candidati per l'Oscar al miglior film straniero.                            |
| Vincitore     | Il film ha vinto l'Oscar al miglior film straniero.                                                                  |